# وودگوویتسه
وودگوویتسه (به لهستانی: Łodygowice) یک روستا در لهستان است که در گمینا وودگوویتسه واقع شده‌است. وودگوویتسه ۶٬۹۲۵ نفر جمعیت دارد و ۳۷۰ متر بالاتر از سطح دریا واقع شده‌است.